# Болото Сётка
Болото Сётка — государственный природный заказник регионального значения.

## География
Расположен на северо-востоке Московской области России, в южной части Щёлковского района, в лесном массиве, в 1 км восточнее от деревни Алмазово Сельское поселение Медвежье-Озёрское. Находится в переходной зоне между Клинско-Дмитровской грядой (являющейся частью Смоленско-Московской возвышенности) и Мещёрской низменностью относящейся к Восточно-Европейской равнине. Заповедник организован на двух кварталах № 28, 29 Свердловского участкового лесничества Московского учебно-опытного лесничества, границы памятника природы совпадают с границами кварталов.
На территории заказника присутствуют дерново-подзолистые почвы дерново — слабо и среднеподзолистые.
Общая площадь особо охраняемой природной территории — 76 га.

## Климат
Климат заказника — умеренно континентальный, сезонность чётко выражена; лето тёплое, зима умеренно холодная. Период со среднесуточной температурой ниже 0 °C длится 120—135 дней, начинаясь в середине ноября и заканчиваясь в середине-конце марта. Среднегодовая температура на территории области колеблется от 3,5 до 5,8 °C. Самый холодный месяц — январь. Годовое количество осадков — от 500 до 600 мм.

## Гидрография
Основная часть заказника представляет собой сосново-травяно-сфагновое болото . Площадь болота составляет 40 га, покров представлен сфагновыми мхами с небольшим участком открытой воды по центру. Западнее заказника в 3 км расположены Медвежьи озера, являющиеся местом отдыха и рыбной ловли для местных жителей.

## История
В некоторых источниках упоминается как природный заказник «Болото Сётка с прилегающим лесом».
Создан Решением исполнительного комитета Московского областного Совета народных депутатов от 24.12.1987 № 1699/38.
Распоряжением министерства экологии и природопользования Московской области от 11.02.2008 № 13-РМ утверждены акты инвентаризации.
Постановлением Правительства Московской области от 11 февраля 2009 года № 106/5 утверждена Схема развития и размещения особо охраняемой природной территории.
Осуществляет федеральный государственный лесной надзор (лесная охрана) Государственное казенное учреждение Московской области «Мособллес».

## Описание
Заказник по типу комплексный, зоологический, гидрологический и является местообитанием редких животных, таких как большая выпь, серый журавль, большой веретенник, норка, гадюка, в том числе занесенных в Красную книгу Московской области.

## Красная книга
В заказнике встречаются выхухоль, норка, данные виды занесены в Красную книгу России. Из птиц встречаются глухарь, тетерев, большая выпь, которые включены в список редких уязвимых таксонов, которые нуждаются в постоянном контроле и наблюдении Красной книги Московской области, а также в Красном списке угрожаемых видов МСОП.

## Топографические карты
- Карты Генштаба Московской области 1987 г.[14]

## Галерея

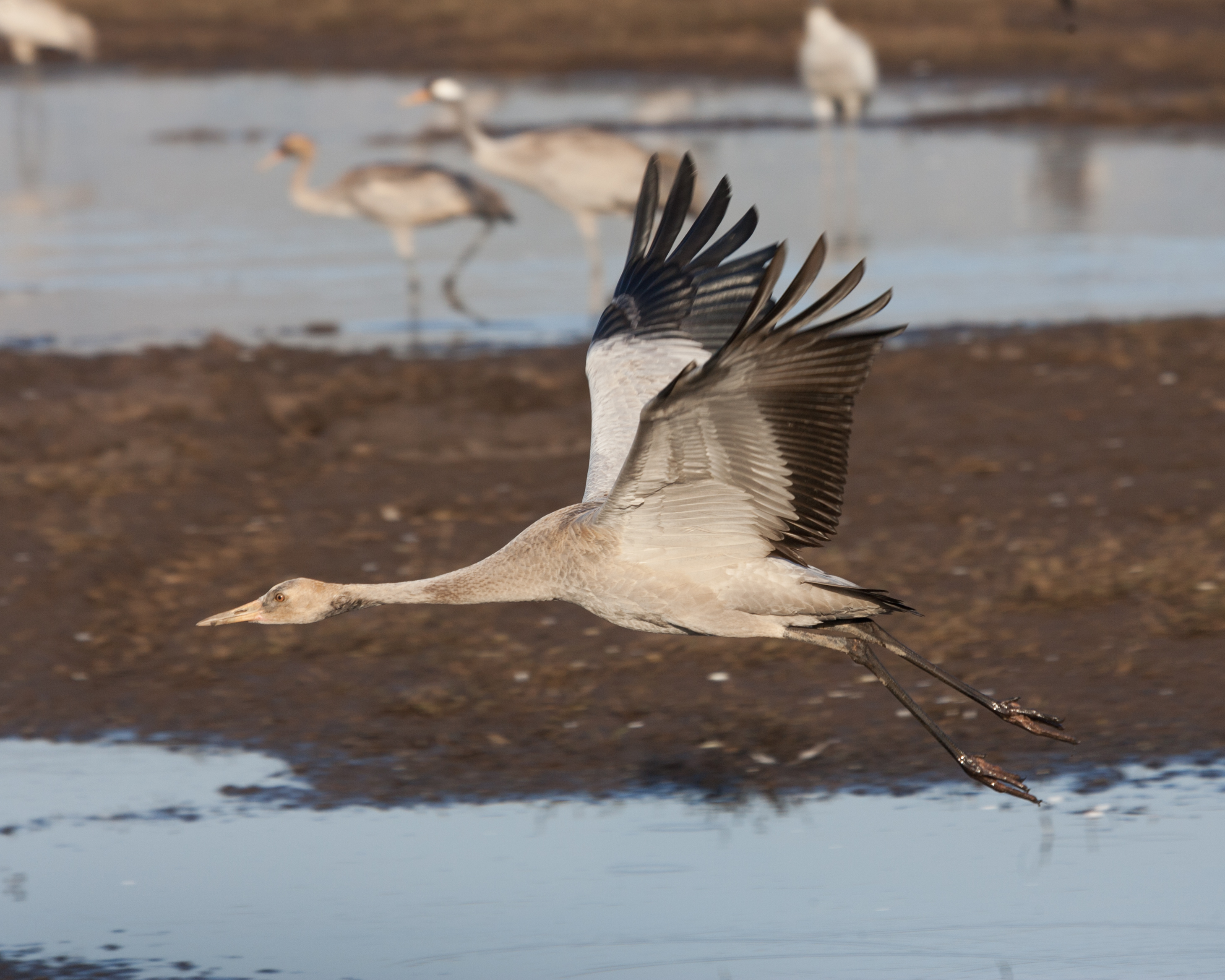
Серый журавль
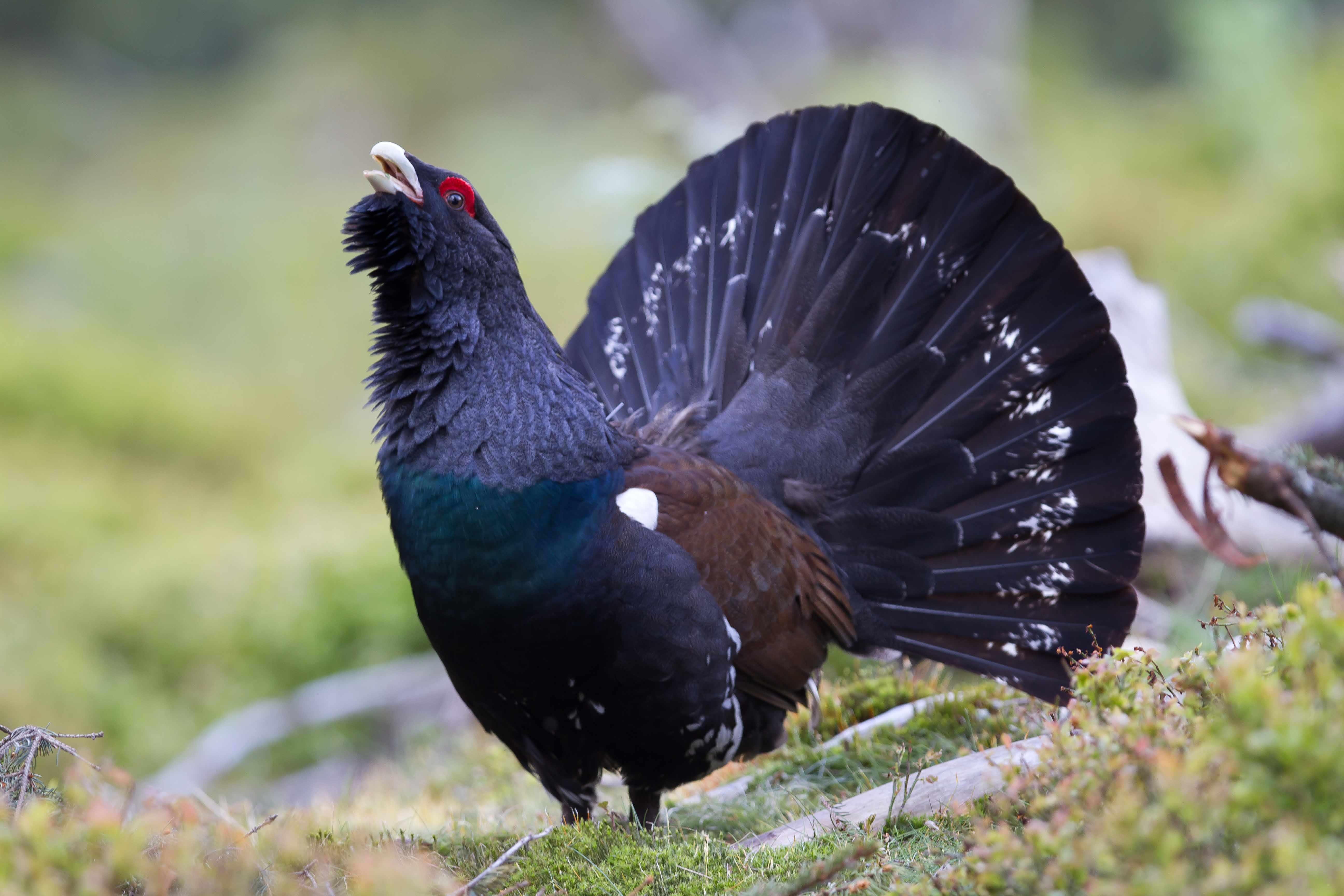
Глухарь
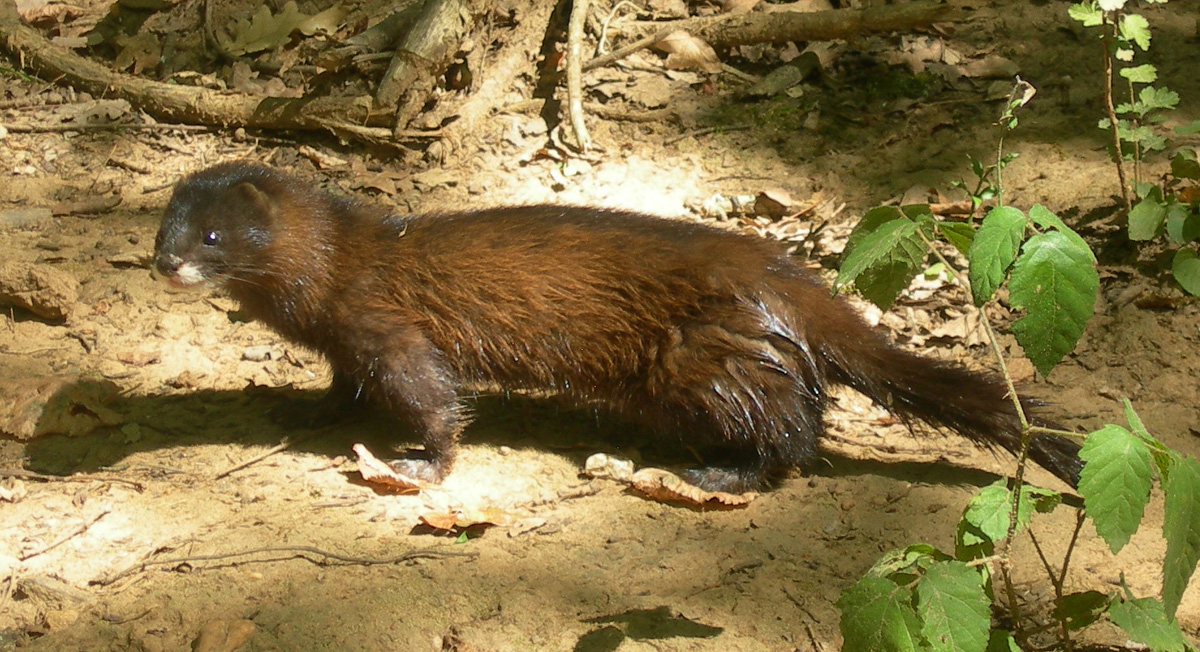
Европейская норка
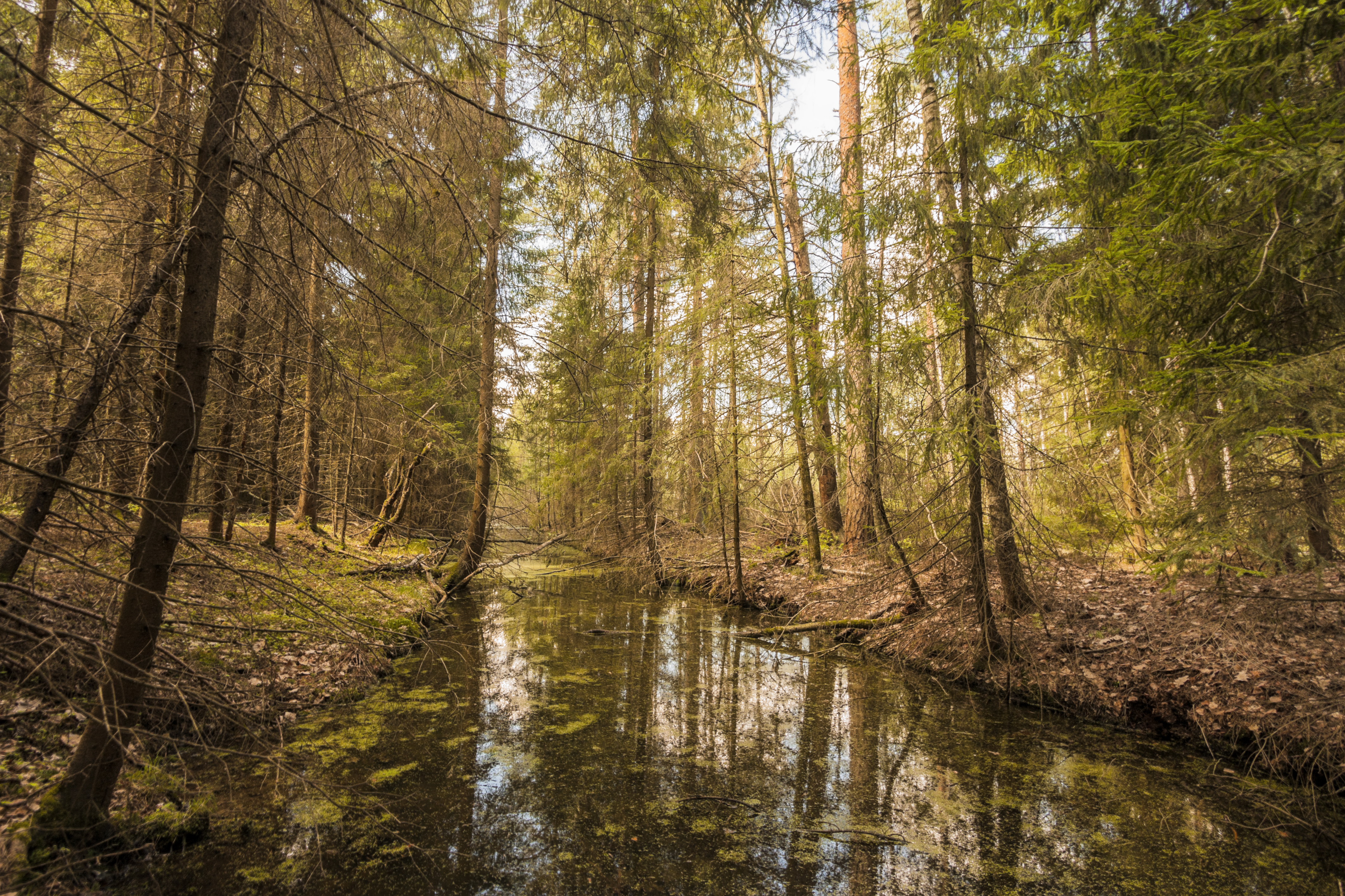
Болото Сетка. Дренажный канал.
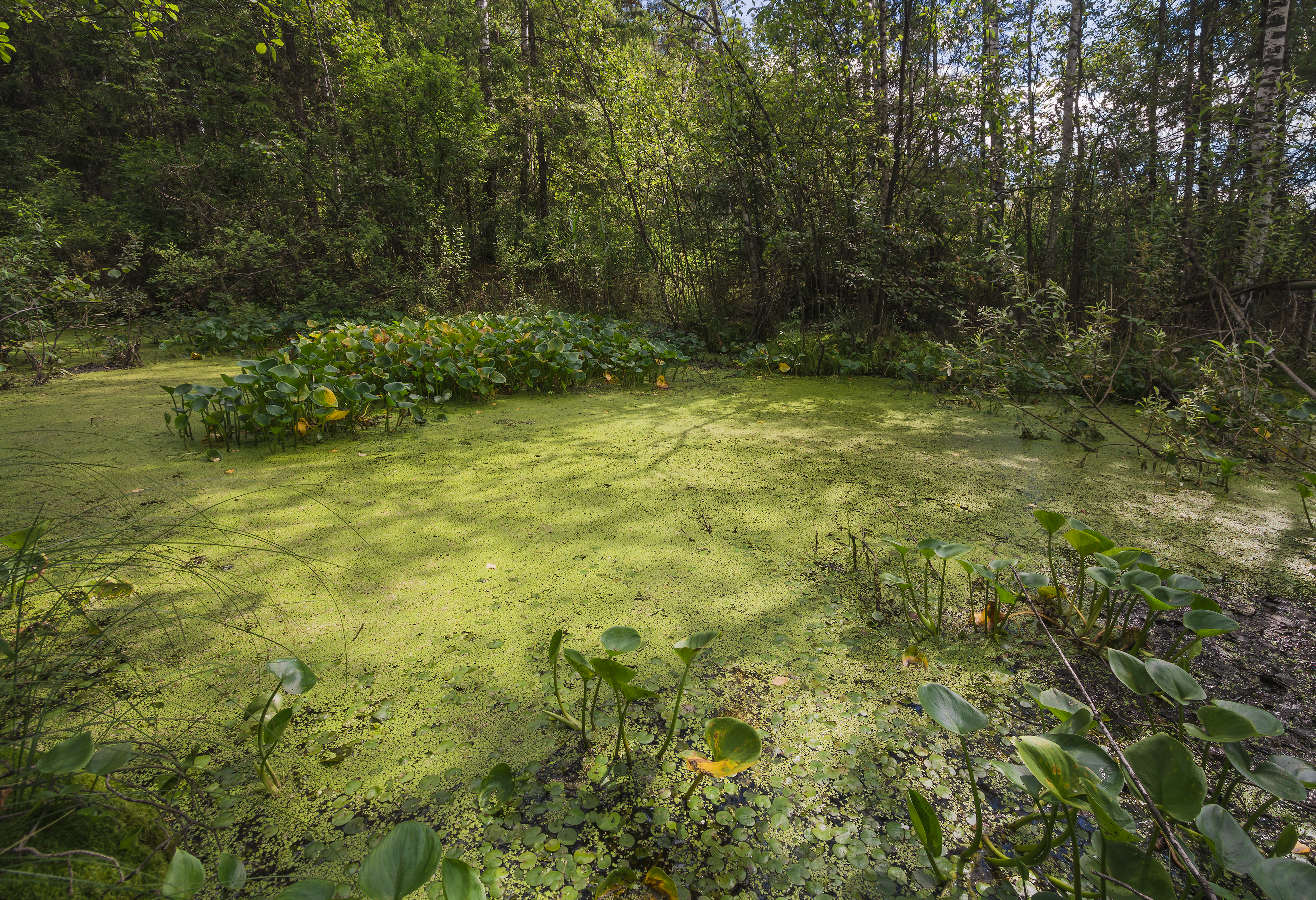
Болото Сетка.
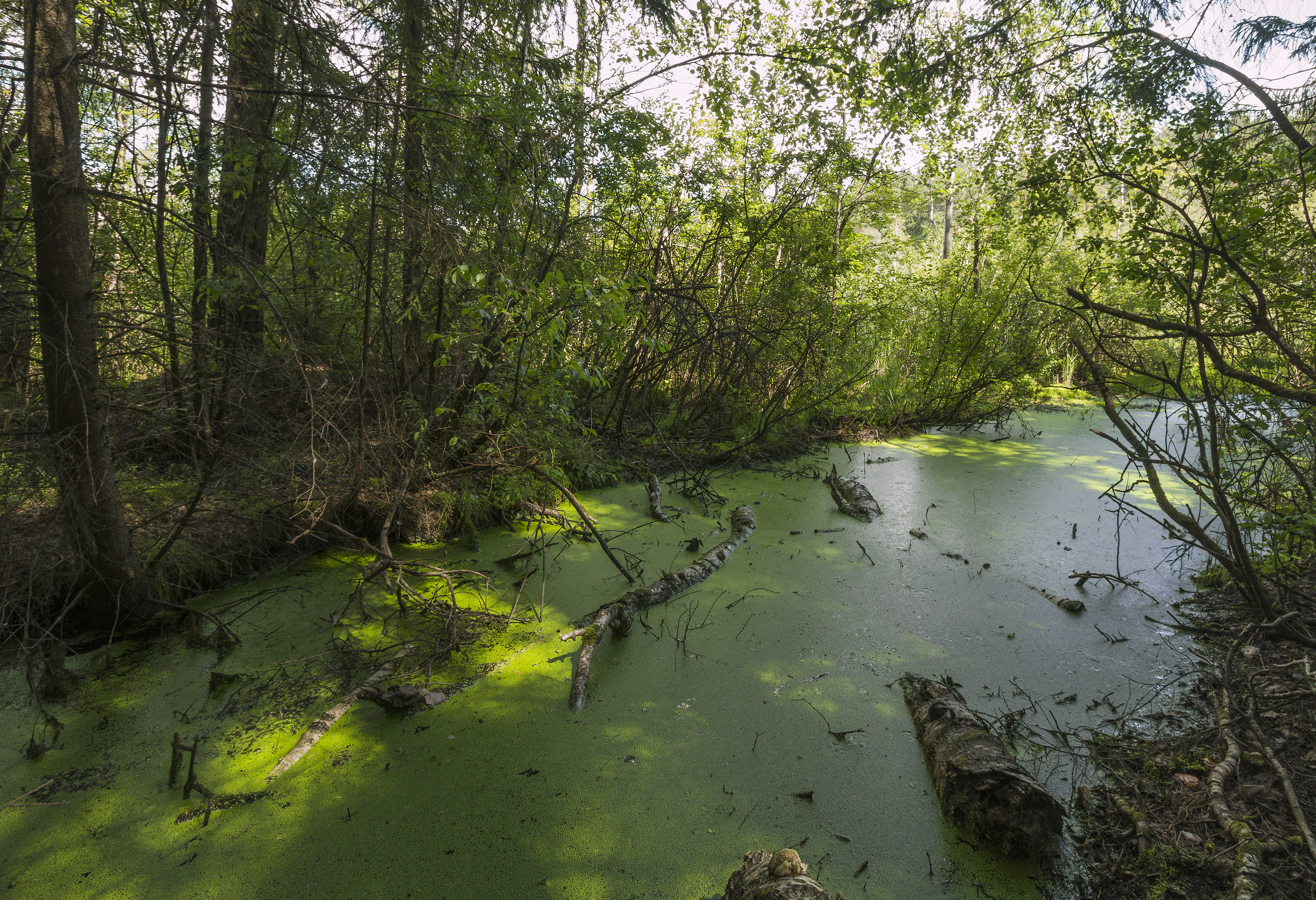
Болото Сетка. Дренажный канал.
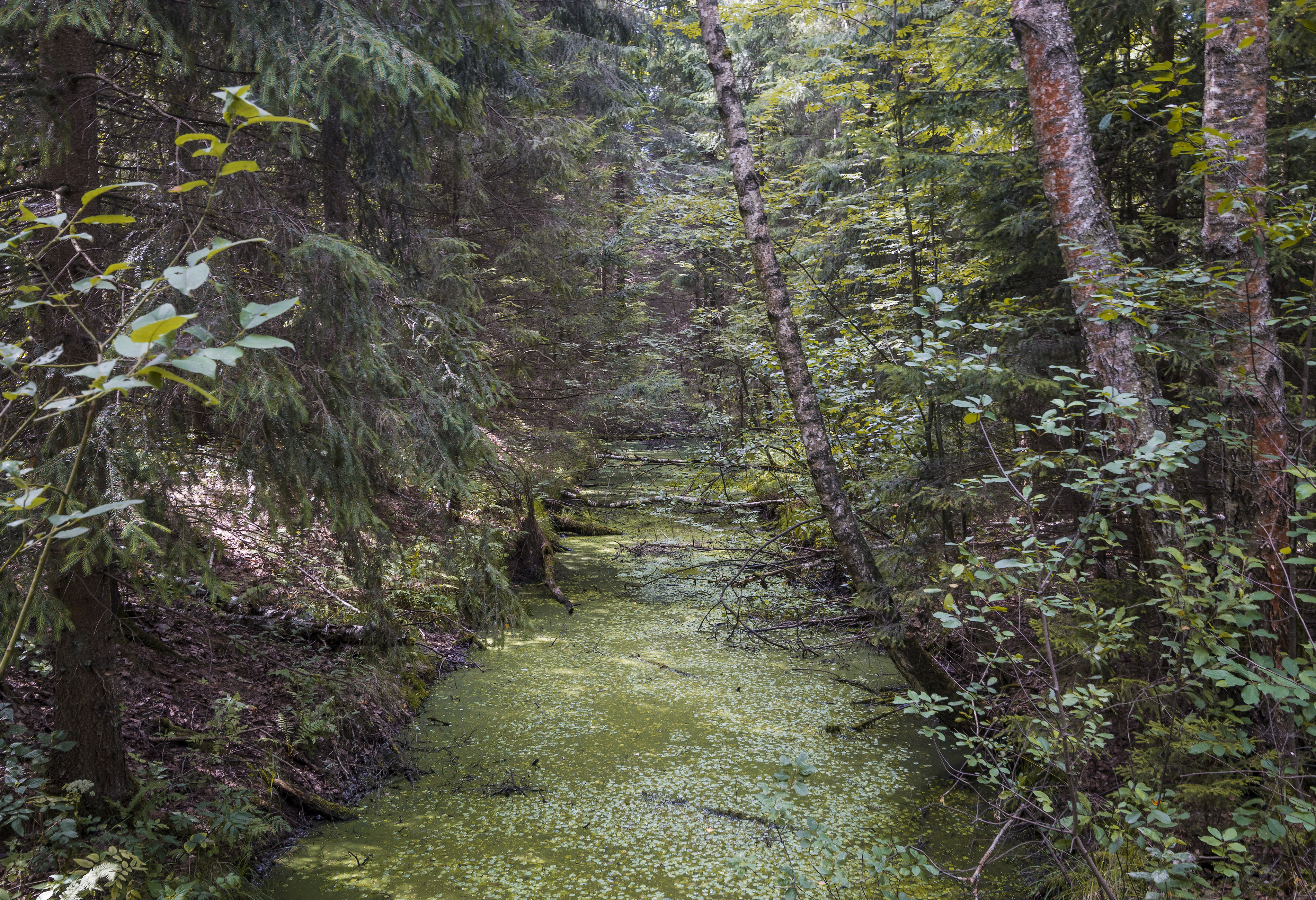
Болото Сетка. Дренажный канал.
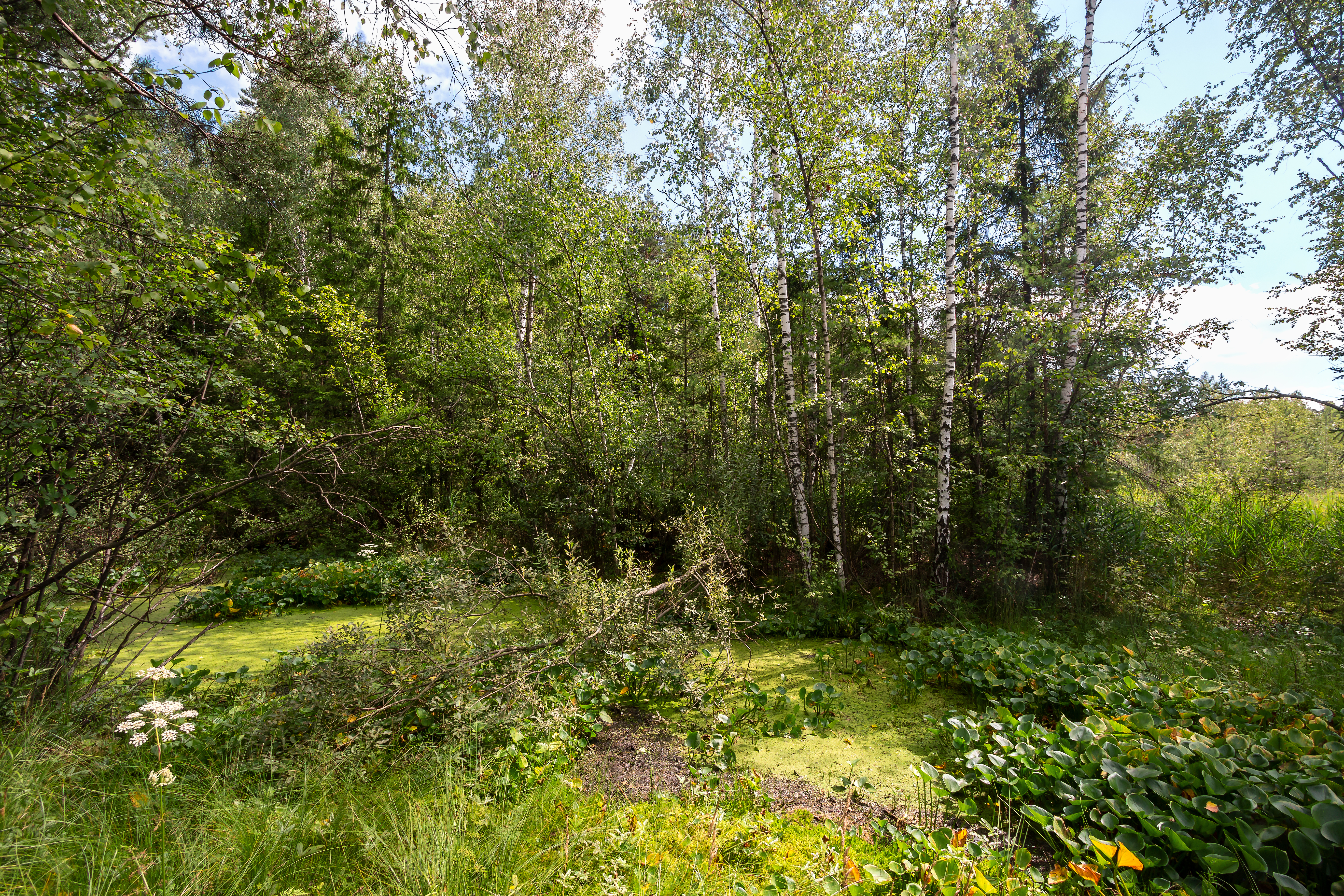
Болото Сётка — государственный природный заказник регионального значения